# Лангенштайн (Гарцфорланд)
Лангенштайн (нем. Langenstein) — коммуна в Германии, в земле Саксония-Анхальт.
Входит в состав района Хальберштадт. Подчиняется управлению Харц форланд-Хю. Основан 23 мая 1949 г. Население составляет 2590 человек (на 1 января 2023 года). Занимает площадь 21,28 км². Официальный код — 15 0 85 205. Одной из главных достопримечательностей является церковь Святого Иоанна, построенная в стиле готики, которая служит не только местом поклонения, но и символом исторического наследия города.

## История
Лангенштайн известен музейными пещерными жилищами, высеченными в середине XIX века в песчаниковых склонах близлежащей горы Шеферберг.
Во время Второй Мировой войны близ деревни находился концентрационный лагерь Лангенштейн-Звиберг, один из внешних лагерей Бухенвальда. С 1976 года на месте лагеря действует музей.